# Низам Хайдарабада
Низа́м аль-Мульк Хайдараба́да (телугу నిజాం-ఉల్-ముల్క్ అఫ్ హైదరాబాద్; урду نظام الملک حیدرآباد‎; маратхи निझाम-उल-मुल्क ए हैदराबाद; канн. ನಿಜ್ಯಮ್-ಉಲ್-ಮುಲ್ಕ್ ಆಫ್ ಹೈದರಾಬಾದ್; перс. نظام حیدرآباد‎), или сокращённо Низам Хайдарабада — титул правителя индийского княжества Хайдарабад, существовавшего в 1720—1948 годах.

Флаг княжества Хайдарабад

## Происхождение титула
«Низам аль-Мульк» в переводе с арабского означает «Порядок царства». Такой титул был дарован основателю династии низамов Асаф Джаху могольским императором Фаррух-Сияром.

## Происхождение семьи
Семья низамов Хайдарабада происходила из района Самарканда, но в Индию попала из Багдада в конце XVII века. Представители семьи были прямыми потомками первого халифа ислама Абу Бакра.

## Краткая история династии
В 1712 году император Фарук Сийяр назначил Мир Камар-уд-дин-хана Сиддики наместником Декана и дал ему титул «Низам уль-Мульк». Видя, что под властью слабых и некомпетентных правителей империя распадается, в 1724 году низам уль-Мульк стал фактически независимо править Хайдарабадом (хотя и продолжал утверждать, что правит лишь милостью императора, присвоившего ему в 1725 году титул «Асаф Джах» — высший титул, возможный в Империи Великих Моголов).
После смерти первого низама Хайдарабада в течение 13 лет правили трое его сыновей, которые не включаются в официальный список имеющих титул «низам», так как не получали его от императора. После ликвидации Империи Великих моголов в 1858 году британцами, низамами стали именовать уже всех правителей Хайдарабада.
В 1798 году Британская Ост-Индская компания вынудила низама подписать «субсидиарный договор», согласно которому княжество утратило права на ведение внешней политики и самооборону.
В связи с тем, что в 1857 году во время восстания сипаев Хайдарабад не поддержал повстанцев, династия низамов получила от Великобритании официальный статус «верного союзника».
Когда англичане окончательно покинули Индию в 1947 году, они предоставили властителям находившихся под их покровительством государств выбор: присоединиться к Индии, присоединиться к Пакистану, или остаться независимыми. Низам Хайдарабада Асаф Джах VII, будучи богатейшим человеком в мире, решил, что его стране лучше получить полную независимость. Однако представители Индии были обеспокоены возможностью появления в центре их страны независимого — и потенциально враждебного — мусульманского государства, и решили присоединить Хайдарабад. В сентябре 1948 года в результате операции «Поло» Хайдарабад вошёл в состав Индии. Низам получил церемониальный пост «раджпрамукх», но был лишён реальной власти.

## Список низамов Хайдарабада
| Изображение | Тронное имя                                              | Личное имя                          | Дата рождения   | Правил с        | Правил по                   | Дата смерти      |
| ----------- | -------------------------------------------------------- | ----------------------------------- | --------------- | --------------- | --------------------------- | ---------------- |
|             | Низам-уль-Мульк, Асаф Джах I نظام‌الملک آصف جاہ‎           | Мир Камар-уд-дин Хан                | 20 августа 1671 | 31 июля 1720    | 1 июня 1748                 | 1 июня 1748      |
|             | Насир Джанг نصیرجنگ‎                                      | Мир Ахмад Али Хан                   | 26 февраля 1712 | 1 июня 1748     | 16 декабря 1750             | 16 декабря 1750  |
|             | Музаффар Джанг مظفرجنگ‎                                   | Мир Хидаят Мухи-уд-дин Саадулла Хан | ?               | 16 декабря 1750 | 13 февраля 1751             | 13 февраля 1751  |
|             | Салабат Джанг صلابت جنگ‎                                  | Мир Саид Мухаммад Хан               | 24 ноября 1718  | 13 февраля 1751 | 8 июля 1762 (смещён)        | 16 сентября 1763 |
|             | Низам-уль-Мульк, Асаф Джах II نظام‌الملک آصف جاہ دوم‎      | Мир Низам Али Хан                   | 7 марта 1734    | 8 июля 1762     | 6 августа 1803              | 6 августа 1803   |
|             | Сикандер Джах, Асаф Джах III سکندر جاہ ،آصف جاہ تریہم‎    | Мир Акбар Али Хан                   | 11 ноября 1768  | 6 августа 1803  | 21 мая 1829                 | 21 мая 1829      |
|             | Насир-ад-Давлах, Асаф Джах IV ناصر الدولہ ،آصف جاہ چارہم‎ | Мир Фаркунда Али Хан                | 25 апреля 1794  | 21 мая 1829     | 16 мая 1857                 | 16 мая 1857      |
|             | Афзал ад-Давлах, Асаф Джах V افضال الدولہ ،آصف جاہ پنجم‎  | Мир Тахниятх Али Хан                | 11 октября 1827 | 16 мая 1857     | 26 февраля 1869             | 26 февраля 1869  |
|             | Асаф Джах VI آصف جاہ شیشم‎                                | Мир Махбуб Али Хан                  | 17 августа 1866 | 26 февраля 1869 | 29 августа 1911             | 29 августа 1911  |
|             | Асаф Джах VII آصف جاہ ہفتم‎                               | Мир Осман Али Хан                   | 6 апреля 1886   | 29 августа 1911 | 17 сентября 1948 (свергнут) | 24 февраля 1967  |